# Amastris fasciata
Amastris fasciata är en insektsart som beskrevs av Broomfield 1976. Amastris fasciata ingår i släktet Amastris och familjen hornstritar. Inga underarter finns listade i Catalogue of Life.